# Nazareth
Denne side handler om byen Nazareth. For rockbandet med navnet, se Nazareth (band).
Det gamle Nazareth (Nazerat) (arabisk الناصرة an-Nāṣirah; hebraisk נָצְרַת), der ligger i Galilæa (Ha'Galil) i det nordlige Israel, er den største, rigeste og mest moderne arabiske by i landet.
Den ligger op ad en bjergside, og derfor kan Bebudelseskirken (Mellemøstens største kirke) og dets tårn, der minder om et fyrtårn, ses langt væk.
På 400-tallet stod der en lille kirke på grunden. Den mentes at være rejst over Jesu barndomshjem. Et mosaikgulv i kirken bærer teksten "Gave fra Conon, diakon i Jerusalem." Der kan måske være tale om den Conon fra Nazareth, der led martyrdøden i år 251. 
Mange kristne samfund har kirker og klostre i byen. Der bor både kristne og muslimske arabere i byen, der tidligere var næsten udelukkende kristen. De kristnes andel af befolkningen falder konstant, ligesom i andre kristne byer.
Nazareth har ca. 63.000 indbyggere, hvoraf ca. 33.000 muslimer og ca. 30.000 kristne.

## Byens teologisk betydning
Nazareth er en af de helligste byer for kristne, fordi ærkeenglen Gabriel menes at have vist sig for jomfru Maria her, og fordi Jesus skulle have tilbragt sin barndom her. Natanael spørger i Johannesevangeliet 1,46. "Kan noget godt komme fra Nazaret?" I den græske udgave af Biblen kaldes Jesus imidlertid "Jesous o Nazoraios" hvilket snarere bør oversættes til Jesus Nazaræeren end Jesus fra Nazareth.
Kun 6,5 km nord for byen lå Sepforis,  der blev jævnet med jorden af romerne i år 4 f.Kr. efter kong Herodes' oprør, men blev genrejst som Herodes Antipas' hovedstad, sådan at den i Jesu opvækst nærmest var en stor byggeplads. Sepforis nævnes ikke i Det Nye Testamente, men en bygningsarbejder som Josef kunne nemt have fundet arbejde der, og det kan have været grunden til, at han og Maria bosatte sig i Nazareth. 

## Byens historie
Området ved Nazareth var bebygget i den sene jernalder indtil ca. 700 fvt. hvor Galilæa blev næsten affolket, da Nordriget blev knust af assyrerne. Denne tidlige bebyggelse er øjensynligt identisk med Japhia, som nævnes i Biblen. Først et par hundrede år før Jesus begyndte en jødisk bosætning i Galilæa at tage form igen, og de større galilæiske byer blev helleniserede. De tidligste arkæologiske spor af byen Nazareth stammer tidligst af ca. år 100 efter Kristus. Byen var i starten en jødisk landsby af enkle stenhuse isolerede med ler og hø. Til mange huse hørte der grotter, der var kølige at opholde sig i i de varme sommerdage, og lune i efterårsregnen. 
Biblen er den ældste skrift, som nævner byen Nazareth, og egentlig historisk dokumentation for kommer først efter år 300. Det kan således langt fra udelukkes at byen Nazareth ikke har eksisteret mens Jesus levede og at Jesus Nazaræeren henviser til hans tilhørsforhold til en religiøs gruppering e.lign. Ifølge denne tolkning skulle byen først være opstået og navngivet senere som konsekvens af en fortolkning af Biblen. Dette kan f.eks. forklare hvorfor kirkefaderen Origenes (184/185–253/254), som boede ca. 45 km fra det nuværende Nazareth ikke vidste præcis, hvor Jesus var vokset op.